# ハロー!ちびっこモンスター
『ハロー!ちびっこモンスター』は、NHK Eテレで放送されている育児情報番組。

## 概要
手のかかる幼い子供「ちびっこモンスター」を、父親もしくは母親が1人で世話に奮闘するシーンを番組出演者と子供の母親または(母親がお世話している場合は)父親がモニタリングする番組。お世話をしている保護者はてぃ先生によるアドバイスを受けることができ、それをもとに問題点を解決していく。
2021年3月30日に『子育てクエスト ハロー!ちびっこモンスター』としてパイロット版が放送され、2022年4月6日から現タイトルでレギュラー番組として放送された。

## 出演者
- 野々村友紀子
- てぃ先生

## 語り
- 日野聡